# Mauritius az 1996. évi nyári olimpiai játékokon
Mauritius az egyesült államokbeli Atlantában megrendezett 1996. évi nyári olimpiai játékok egyik részt vevő nemzete volt. Az országot az olimpián 6 sportágban 23 sportoló képviselte, akik érmet nem szereztek.

## Atlétika
Férfi
| Versenyző                                                         | Versenyszám     | Előfutam | Előfutam | Előfutam | Negyeddöntő | Negyeddöntő | Negyeddöntő | Elődöntő | Elődöntő | Elődöntő | Döntő   | Döntő    |
| Versenyző                                                         | Versenyszám     | Idő      | Hely.    | Össz.    | Idő         | Hely.       | Össz.       | Idő      | Hely.    | Össz.    | Idő     | Helyezés |
| ----------------------------------------------------------------- | --------------- | -------- | -------- | -------- | ----------- | ----------- | ----------- | -------- | -------- | -------- | ------- | -------- |
| Barnabé Jolicoeur                                                 | 100 m           | 10,57    | 6.       | 64.*     | kiesett     | kiesett     | kiesett     | kiesett  | kiesett  | kiesett  | kiesett | kiesett  |
| Ajay Chuttoo                                                      | Maraton         |          |          |          |             |             |             |          |          |          | 2:42:07 | 103.     |
| Judex Lefou                                                       | 110 m gát       | 14,69    | 8.       | 60.      | kiesett     | kiesett     | kiesett     | kiesett  | kiesett  | kiesett  | kiesett | kiesett  |
| Gilbert Hashan                                                    | 400 m gát       | 49,94    | 7.       | 33.**    |             |             |             | kiesett  | kiesett  | kiesett  | kiesett | kiesett  |
| Arnaud Casquette Dominique Méyépa Bruno Potanah Barnabé Jolicoeur | 4 × 100 m váltó | 40,92    | 7.       | 28.      |             |             |             | kiesett  | kiesett  | kiesett  | kiesett | kiesett  |
| Gilbert Hashan Désiré Pierre-Louis Rudy Tirvengadum Éric Milazar  | 4 × 400 m váltó | 3:08,17  | 4.       | 22.      |             |             |             | kiesett  | kiesett  | kiesett  | kiesett | kiesett  |

| Versenyző        | Versenyszám | Selejtező                | Selejtező                | Döntő    | Döntő    |
| Versenyző        | Versenyszám | Eredmény                 | Helyezés                 | Eredmény | Helyezés |
| ---------------- | ----------- | ------------------------ | ------------------------ | -------- | -------- |
| Khemraj Naïko    | Magasugrás  | 220 cm                   | 24.                      | kiesett  | kiesett  |
| Kersley Gardenne | Rúdugrás    | érvényes kísérlet nélkül | érvényes kísérlet nélkül | kiesett  | kiesett  |

* - egy másik versenyzővel azonos eredményt ért el

** - két másik versenyzővel azonos eredményt ért el

## Cselgáncs
Férfi
| Versenyző        | Versenyszám  | Selejtező         | 32-es főtábla           | Nyolcaddöntő            | Negyeddöntő              | Elődöntő          | Vigaszág első kör | Vigaszág negyeddöntő       | Vigaszág elődöntő | Bronz- mérkőzés   | Döntő             | Helyezés |
| Versenyző        | Versenyszám  | Ellenfél Eredmény | Ellenfél Eredmény       | Ellenfél Eredmény       | Ellenfél Eredmény        | Ellenfél Eredmény | Ellenfél Eredmény | Ellenfél Eredmény          | Ellenfél Eredmény | Ellenfél Eredmény | Ellenfél Eredmény | Helyezés |
| ---------------- | ------------ | ----------------- | ----------------------- | ----------------------- | ------------------------ | ----------------- | ----------------- | -------------------------- | ----------------- | ----------------- | ----------------- | -------- |
| Antonio Felicité | Félnehézsúly | erőnyerő          | Willan Bouza (URU) · GY | Keith Morgan (CAN) · GY | Aurélio Miguel (BRA) · V |                   |                   | Alejandro Bender (ARG) · V | kiesett           | kiesett           |                   | 9.       |

Női
| Versenyző               | Versenyszám  | Selejtező                   | Nyolcaddöntő         | Negyeddöntő       | Elődöntő          | Vigaszág első kör        | Vigaszág negyeddöntő | Vigaszág elődöntő | Bronz- mérkőzés   | Döntő             | Helyezés |
| Versenyző               | Versenyszám  | Ellenfél Eredmény           | Ellenfél Eredmény    | Ellenfél Eredmény | Ellenfél Eredmény | Ellenfél Eredmény        | Ellenfél Eredmény    | Ellenfél Eredmény | Ellenfél Eredmény | Ellenfél Eredmény | Helyezés |
| ----------------------- | ------------ | --------------------------- | -------------------- | ----------------- | ----------------- | ------------------------ | -------------------- | ----------------- | ----------------- | ----------------- | -------- |
| Priscilla Cherry        | Középsúly    | erőnyerő                    | Dulce Piña (DOM) · V | kiesett           | kiesett           |                          |                      |                   |                   |                   | 14.      |
| Marie Michele St. Louis | Félnehézsúly | Tetyana Beljajeva (UKR) · V |                      |                   |                   | Simona Richter (ROU) · V | kiesett              | kiesett           | kiesett           |                   | 13.      |

## Ökölvívás
| Versenyző     | Versenyszám | Selejtező                    | Nyolcaddöntő             | Negyeddöntő       | Elődöntő          | Döntő             | Helyezés |
| Versenyző     | Versenyszám | Ellenfél Eredmény            | Ellenfél Eredmény        | Ellenfél Eredmény | Ellenfél Eredmény | Ellenfél Eredmény | Helyezés |
| ------------- | ----------- | ---------------------------- | ------------------------ | ----------------- | ----------------- | ----------------- | -------- |
| Richard Sunee | Légsúly     | Albert Pakejev (RUS) · 1–8   | kiesett                  | kiesett           | kiesett           | kiesett           | 17.      |
| Steve Naraina | Harmatsúly  | Johnny Nolasco (DOM) · 14–18 | kiesett                  | kiesett           | kiesett           | kiesett           | 17.      |
| Josian Lebon  | Pehelysúly  | Serdar Yağlı (TUR) · 9–8     | Pablo Chacón (ARG) · 7–7 | kiesett           | kiesett           | kiesett           | 9.       |

## Súlyemelés
| Versenyző                | Versenyszám | Szakítás | Szakítás | Lökés    | Lökés    | Összesen | Helyezés |
| Versenyző                | Versenyszám | Eredmény | Helyezés | Eredmény | Helyezés | Összesen | Helyezés |
| ------------------------ | ----------- | -------- | -------- | -------- | -------- | -------- | -------- |
| Gino Soupprayen Padiatty | 54 kg       | 95,0     | 21.      | 105,0    | 21.      | 200,0    | 21.      |
| Shirish Rummun           | 108 kg      | 132,5    | 20.      | 155,0    | 18.      | 287,5    | 18.      |

## Tollaslabda
| Versenyző                                  | Versenyszám  | Selejtező                             | 32-es főtábla                                                      | Nyolcaddöntő      | Negyeddöntő       | Elődöntő          | Döntő             | Helyezés |
| Versenyző                                  | Versenyszám  | Ellenfél Eredmény                     | Ellenfél Eredmény                                                  | Ellenfél Eredmény | Ellenfél Eredmény | Ellenfél Eredmény | Ellenfél Eredmény | Helyezés |
| ------------------------------------------ | ------------ | ------------------------------------- | ------------------------------------------------------------------ | ----------------- | ----------------- | ----------------- | ----------------- | -------- |
| Stephan Beeharry                           | Férfi egyes  | Macsida Fumihiko (JPN) · 5–15, 11–15  | kiesett                                                            | kiesett           | kiesett           | kiesett           | kiesett           | 33.      |
| Édouard Clarisse                           | Férfi egyes  | Liu En-Hung (TPE) · 2–15, 10–15       | kiesett                                                            | kiesett           | kiesett           | kiesett           | kiesett           | 33.      |
| Édouard Clarisse Stephan Beeharry          | Férfi páros  |                                       | Ausztrália (AUS) · Paul Staight · Peter Blackburn · 3–15, 8–15     | kiesett           | kiesett           | kiesett           | kiesett           | 17.      |
| Marie-Josephe Jean-Pierre                  | Női egyes    | Mizui Hiszako (JPN) · 2–11, 1–11      | kiesett                                                            | kiesett           | kiesett           | kiesett           | kiesett           | 33.      |
| Martine de Souza                           | Női egyes    | Santi Wibowo (SUI) · 7–11, 11–7, 3–11 | kiesett                                                            | kiesett           | kiesett           | kiesett           | kiesett           | 33.      |
| Marie-Josephe Jean-Pierre Martine de Souza | Női páros    |                                       | Németország (GER) · Katrin Schmidt · Kerstin Ubben · 1–15, 2–15    | kiesett           | kiesett           | kiesett           | kiesett           | 17.      |
| Marie-Josephe Jean-Pierre Édouard Clarisse | Vegyes páros |                                       | Svédország (SWE) · Astrid Crabo · Jan-Eric Antonsson · 4–15, 12–15 | kiesett           | kiesett           | kiesett           | kiesett           | 17.      |
| Martine de Souza Stephan Beeharry          | Vegyes páros |                                       | Dánia (DEN) · Helene Kirkegaard · Jens Eriksen · 6–15, 8–15        | kiesett           | kiesett           | kiesett           | kiesett           | 17.      |

## Úszás
Férfi
| Versenyző         | Versenyszám | Előfutam | Előfutam | Előfutam | Döntő   | Döntő   | Döntő   | Helyezés |
| Versenyző         | Versenyszám | Idő      | Hely.    | Össz.    | Típus   | Idő     | Hely.   | Helyezés |
| ----------------- | ----------- | -------- | -------- | -------- | ------- | ------- | ------- | -------- |
| Bernard Desmarais | 100 m mell  | 1:09,05  | 3.       | 43.      | kiesett | kiesett | kiesett | kiesett  |

Női
| Versenyző    | Versenyszám | Előfutam | Előfutam | Előfutam | Döntő   | Döntő   | Döntő   | Helyezés |
| Versenyző    | Versenyszám | Idő      | Hely.    | Össz.    | Típus   | Idő     | Hely.   | Helyezés |
| ------------ | ----------- | -------- | -------- | -------- | ------- | ------- | ------- | -------- |
| Ingrid Louis | 50 m gyors  | 29,56    | 6.       | 53.      | kiesett | kiesett | kiesett | kiesett  |